# Винклер, Мартен
Мартен Винклер (нем. Marten Winkler; родился 31 октября 2002, Франкфурт-на-Одере) — немецкий футболист,  нападающий клуба «Герта».

## Футбольная карьера
Мартен - уроженец города Франкфурт-на-Одере, находящегося на востоке Германии, являющегося городской округом в федеральной земле Бранденбург. Заниматься футболом начинал в командах «Унион», сначала из города Фюрстенвальде, затем из Берлина. В 13 лет перешёл в академию главной берлинской команды - «Герты». С сезона 2020/2021 года - игрок второй команды «бело-голубых». Дебютировал за неё 23 сентября 2021 года в поединке против «Бишофсвердера», который закончился ничьей 1:1. Всего за вторую команду провёл четыре встречи.
15 мая 2021 года Мартен дебютировал в Бундеслиге, в поединке предпоследнего тура против Кёльна, выйдя на замену на 90-й минуте вместо Джессика Нганкама.
В 2019 году Мартен сыграл одну встречу за сборную Германии среди юношей до 18 лет.